# Кубок наслідного принца Катару 2013
Кубок наслідного принца Катару 2013 — 19-й розіграш турніру. Матчі відбулися з 27 квітня по 4 травня 2013 року між чотирма найсильнішими командами Катару сезону 2012—13. Титул переможця змагання виборов клуб Лехвія, котрий з рахунком 3:2 переміг у фіналі Ас-Садд.
| Володар Кубка наслідного принца Катару 2013 |
| ------------------------------------------- |
|                                             |
| Лехвія Перший титул                         |

## Формат
У турнірі взяли чотири найуспішніші команди Чемпіонату Катару 2012-13.
- Чемпіон — «Ас-Садд»
- Віце-чемпіон — «Лехвія»
- Бронзовий призер — «Аль-Джаїш»
- 4 місце — «Ар-Райян»

## Півфінали
| 27 квітня 2013 17:15 (EEST) |

| Ас-Садд                          | 3:1      | Ар-Райян        |
| -------------------------------- | -------- | --------------- |
| Маджид 27' Халфан 31' Махмуд 48' | Протокол | Касола 57' (аг) |

| Яссім бін Хамад, Доха |

| 27 квітня 2013 20:30 (EEST) |

| Лехвія                        | 2:1      | Аль-Джаїш      |
| ----------------------------- | -------- | -------------- |
| Луїс Жуніор 8' Нам Тхе Хі 88' | Протокол | Траоре 2' (аг) |

| Яссім бін Хамад, Доха |

## Фінал
| 4 травня 2013 18:45 (EEST) |

| Ас-Садд                          | 2:3      | Лехвія                                  |
| -------------------------------- | -------- | --------------------------------------- |
| Махмуд 14' (пен.) Лі Джон Су 92' | Протокол | Ісмаїл Мохаммад 16' Ламі 30' Мсакні 42' |

| Яссім бін Хамад, Доха |